# Лейнан Лунн, Марте
Марте Лейнан Лунн (норв. Marte Leinan Lund; род. 1 апреля 2001) — норвежская двоеборка, бронзовый призёр чемпионата мира 2021 года.

## Спортивная карьера
Марте Лейнан Лунн приняла участие в первом и пока единственном этапе Кубка мира по лыжному двоеборью среди женщин, который состоялся 18 декабря 2020 года в Рамзау. В первой части соревнований с прыжком с трамплина в 87,5 м стала лишь 12-й. Перед стартом второй части — гонки преследования на 5 км по системе Гундерсена — Марте уступала минуту своей соотечественнице Гюде Вестволл Хансен, но, показав неплохой лыжный ход, финишировала 4-й.
Марте Лейнан Лунн стала одной из пяти норвежек, заявленных на участие в лыжном двоеборье на чемпионате мира 2021 года. На первых в истории первенства планеты соревнованиях по женскому двоеборью в прыжковой части она показала 4-ю сумму очков, а в гонке на 5 км обогнала немку Свенью Вюрт, замкнув в итоге тройку сильнейших.

## Результаты

### Чемпионаты мира по лыжным видам спорта
| Чемпионат мира  | Нормальный трамплин / 5 км |
| --------------- | -------------------------- |
| 2021 Оберстдорф | 3                          |

### Кубок мира по лыжному двоеборью

#### Результаты сезонов
| Сезон | Возраст | Место в зачёте Кубка мира | Место в зачёте Кубка мира | Место в зачёте Кубка мира |
| Сезон | Возраст | Общий зачёт               | Прыжки с трамплина        | Лыжные гонки              |
| ----- | ------- | ------------------------- | ------------------------- | ------------------------- |
| 2021  | 19      | 4                         | 12                        | 4                         |

## Личная жизнь
Мари Лейнан Лунн, старшая сестра Марте, также занимается лыжным двоеборьем и является серебряным призёром чемпионата мира 2021 года.